# 郭鹏 (外交官)
郭鹏（？—），男，中华人民共和国外交官，曾任中华人民共和国驻釜山总领事。

## 生平
郭鹏曾任外交部外事管理司参赞和驻朝鲜大使馆参赞。2016年11月，出任中华人民共和国驻釜山总领事。2022年9月，自驻釜山总领事离任。